# Артур Девіс
Артур Девіс (англ. Artur Davis; нар. 9 жовтня 1967, Монтгомері, Алабама) — американський політик, член Палати представників США від 7-го округу штату Алабама з 2003 по 2011 рік. Він намагався стати кандидатом від Демократичної партії на посаду губернатора Алабами на виборах 2010 року. Після поразки на праймеріз, він переїхав до Вірджинії і у 2012 році приєднався до Республіканської партії. Він балотується на посаду мера Монтгомері, штат Алабама, у 2015 році.
Він вважається одним з найбільших талановитих афроамериканських політиків серед його покоління.
У 1990 році він закінчив Гарвардський університет, у 1993 отримав ступінь доктора права (під час навчання познайомився з Бараком Обамою). Він працював юристом, помічником судді і прокурора США.
Девіс одружений з 2008 року. Лютеранин.